# Domenico Fioravanti
Domenico Fioravanti (ur. 31 maja 1977 w Novarze) – włoski pływak, dwukrotny złoty medalista z Sydney.
Specjalizował się w stylu klasycznym. W 2000 jako pierwszy włoski pływak w historii zdobył złoty medal olimpijski i triumfował w wyścigach na 100 i 200 m żabką. Ponadto trzykrotnie zostawał medalistą mistrzostw świata (srebro i brąz w Fukuoce oraz srebro 2 lata wcześniej), zdobywał tytuły mistrza Europy na 100 metrów (1999, 2000). Wielokrotnie był mistrzem Włoch.

## Rekordy życiowe (długi basen)
- 50 m stylem klasycznym: 27.72
- 100 m stylem klasycznym: 1:00.46
- 200 m stylem klasycznym: 2:10.87